# Saase³Leutershausen Handball
Saase³Leutershausen Handball (kurz: S3L) ist der Name einer Handballspielgemeinschaft aus dem Rhein-Neckar-Kreis in Baden-Württemberg.

## Geschichte
Die Spielgemeinschaft besteht aus den vier Vereinen SG Leutershausen, TVG Großsachsen, SG Hohensachsen und TSG Lützelsachsen, die Gründung geschah im Jahr 2023. Die Mannschaften der Spielgemeinschaft nehmen erstmals in der Saison 2024/25 bzw. in der Qualifikation dafür am Spielbetrieb teil.
Die vier Ortschaften Leutershausen an der Bergstraße, Großsachsen, Hohensachsen und Lützelsachsen liegen unmittelbar nebeneinander. Der Wortbestandteil „Sachsen“ von drei der Orte wird im Kurpfälzer Sprachgebrauch als „Saase“ ausgesprochen, daher stammt das „Saase³“ im Namen der Spielgemeinschaft.

## Farben
Die Handballteams werden in den Farben Rot und Gelb antreten.

## Männer
Bei den Männern startet die Spielgemeinschaft mit der ersten Mannschaft in der 3. Liga, sie übernimmt das Startrecht der SG Leutershausen. Die zweite Mannschaft spielt in der Regionalliga Baden-Württemberg. Im männlichen Nachwuchsbereich gehen zehn Jugendmannschaften in die Qualifikationsturniere für die Saison 2024/25.
Thorsten Schmid, der bisher die SG Leutershausen trainierte, übernahm auch in der Startsaison der Spielgemeinschaft das Training der ersten Männermannschaft. Die SG Leutershausen verzichtete in der Drittligasaison 2023/24 auf die Lizenzierung für die 2. Bundesliga, um die Finanzen weiter zu ordnen.

## Frauen
Bei den Frauen sind zwei Teams in der Verbands- und Landesliga geplant. Die Basis für die Mannschaften bilden die Spielerinnen der HG Saase. Im Nachwuchsbereich startet die Spielgemeinschaft mit einem Mädchen-Miniteam, E- und D-Jugend.